# Dagny (Zeitschrift)

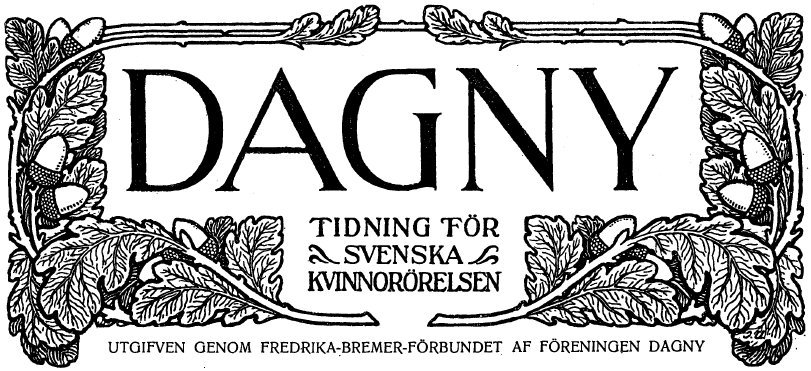
Kopf des Zeitschriftstitelblattes von 1909

Dagny war der Name einer schwedischen Zeitschrift der Frauenbewegung.
Die Zeitschrift erschien von 1886 bis 1913 und wurde vom Fredrika-Bremer-Förbundet herausgegeben. In ihr veröffentlichten neben anderen Ellen Key und Selma Lagerlöf ihre Texte. 1914 wurde die Zeitschrift unter dem Namen Hertha bis 1931 fortgesetzt.